# Musée de la mine de Cagnac-les-Mines
Le musée de la mine est un musée à Cagnac-les-Mines, dans le Tarn, en région Occitanie, et situé sur l'ancien puits de mine de Campgrand, appartenant au bassin houiller de Carmaux.

## Histoire

### Exploitation minière
Ouvert en 1896, le puits de mine de Campgrand, regroupant le puits n°1 et le puits n°2, a été foré par la Société des Mines d'Albi dès 1892 pour une profondeur de 202 mètres (puits n°2). Après avoir servi neuf ans, les deux puits sont remplacés par le "puits n°3" en 1905, et ne servent plus que de puits d'aération jusqu'en 1979. Cette année là, le puits n°2 reprend du service en tant que puits de secours jusqu'en 1985, où son exploitation s'arrêtera définitivement.

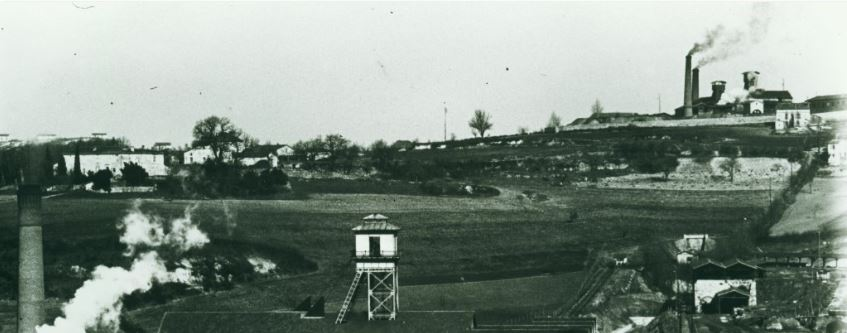
Cagnac en 1898, avec les trois puits de l'exploitation visibles.
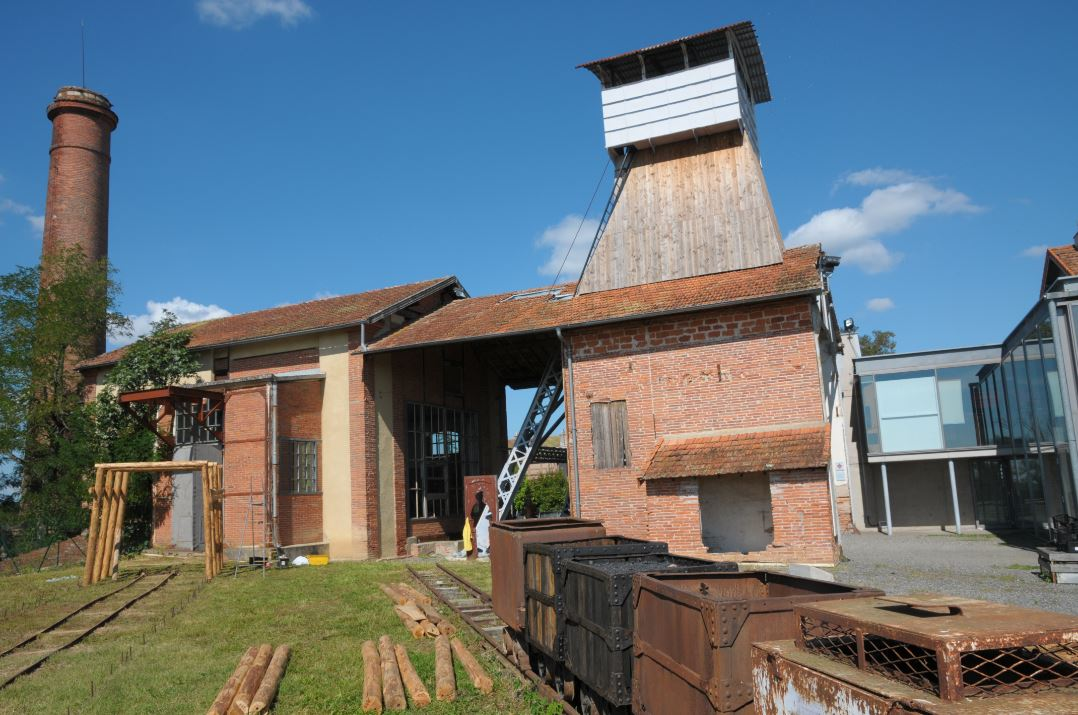
Le puits n°2 en 2014.

Le puits n°2 comprend un chevalement en poutrelles à treillis ainsi qu'une salle des machines avec sa machine d'extraction Fournier Mouillon et son ventilateur aspirant Rateau lié à une cheminée d'évacuation. On trouve aussi les bâtiments d'exploitation du puits n°1, avec un réservoir d'eau, un ventilateur aspirant et un pont bascule.

### Reconversion en musée
Dès la fin de l'année 1985, le maire et d'anciens mineurs de Cagnac-les-Mines prévoient l'établissement d'un musée en l'endroit des puits n°1 et 2. Pour cela, 350 mètres de galeries sont creusés et un ensemble impressionnant de machines et d'outils de la mine est regroupé. En 1989, soit quatre ans après la fermeture définitive des deux puits, le Musée de la mine de Cagnac ouvre ses portes. Un nouveau bâtiment a été construit pour accueillir un musée à proprement parler ainsi qu'un lieu d'expositions temporaires ; et d'anciens mineurs ont creusé une galerie de mine à quelques mètres seulement sous terre, pour permettre de s'immerger dans le travail de ces hommes, sans danger quelconque. Ce musée est géré depuis 2007 par l'office de la conservation départementale du Tarn.
Le puits de mine de Campgrand est inscrit au titre des monuments historiques depuis le 7 décembre 1993.

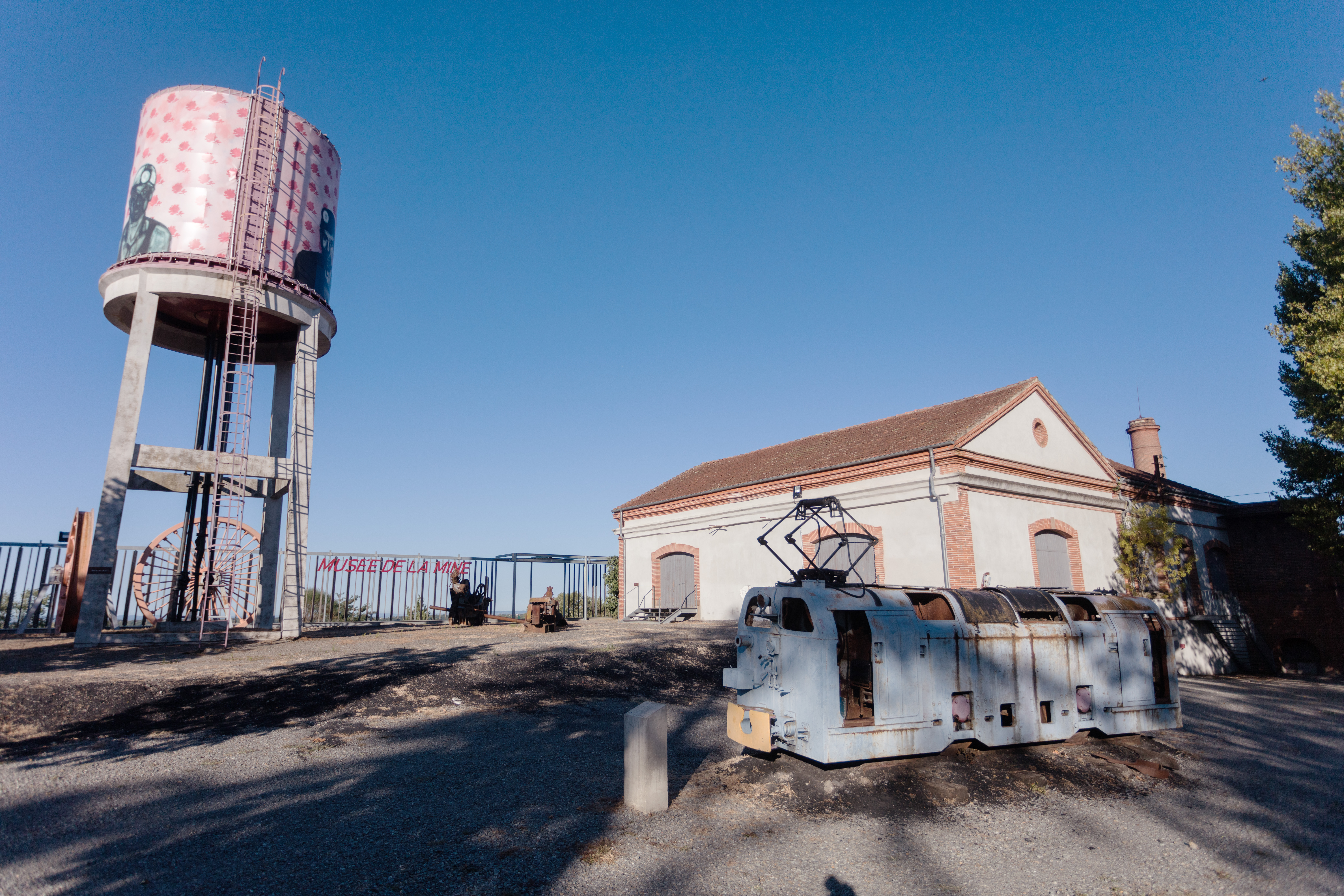
L'accès au musée, avec le réservoir d'eau et un ancien train électrique minier.
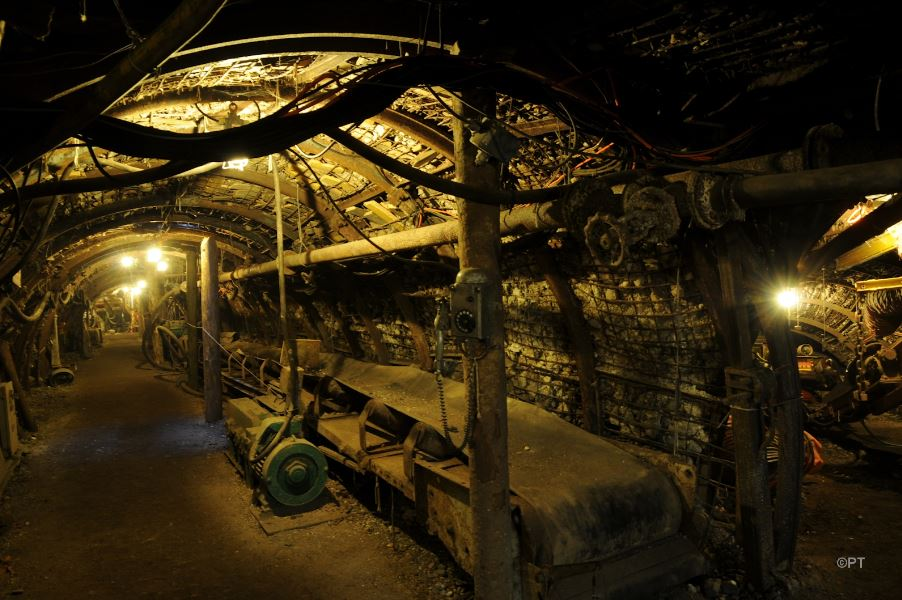
La reconstitution d'une galerie d'écoulement au musée.
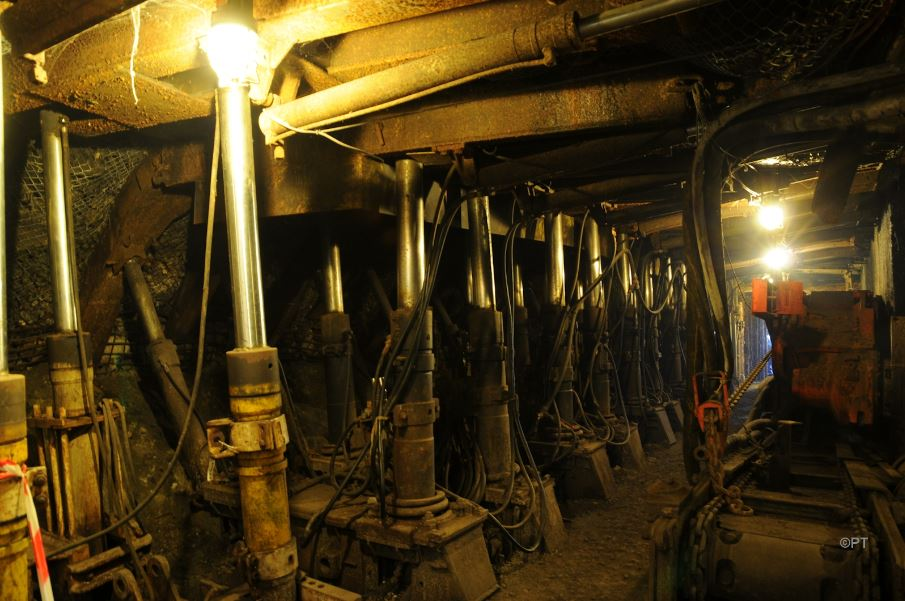
Reconstitution d'une taille mécanisée avec soutènement hydraulique marchant et haveuse à tambour au musée de la mine.
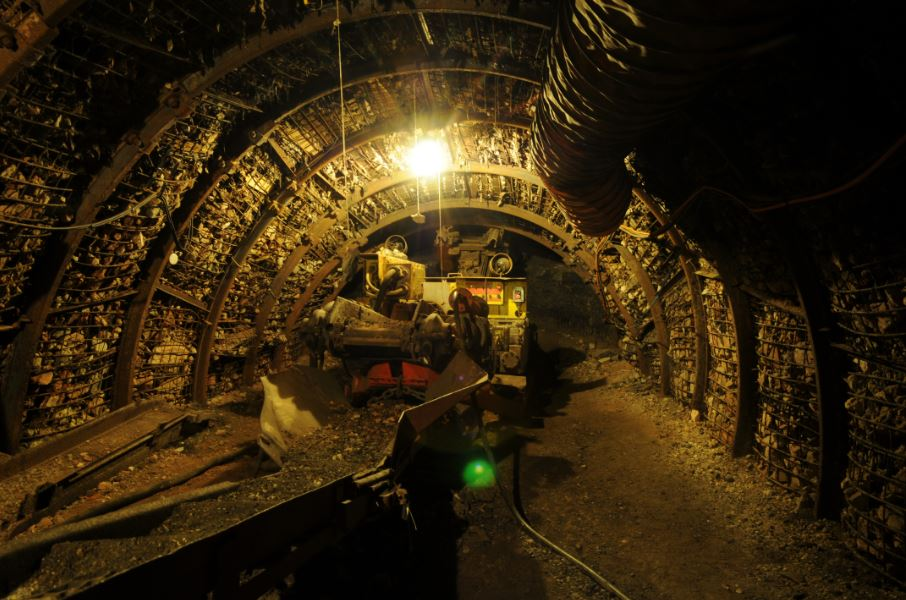
Reconstitution d'une galerie de traçage avec machine de creusement Alpine Miner au musée de la mine.